# Рихерт, Иоганн-Георг
Иоганн-Георг Рихерт (нем. Johann-Georg Richert; 14 апреля 1890, Любавка — 30 января 1946, Минск) — немецкий военачальник, генерал-лейтенант вермахта, один из трех главных обвиняемых на минском процессе. Казнён по приговору суда за совершение военных преступлений против гражданского населения.

## Биография
Иоганн-Георг Рихерт родился 14 апреля 1890 года в Любавке (Курляндская губерния, Российская империя), позже семья перебралась в Германскую империю. В 1909 году 19-летний Рихерт в чине фанен-юнкера вступил в германскую императорскую армию, в марте 1911 года, присвоено звание лейтенанта. Участник Первой мировой войны дважды ранен и награждён железным крестом обоих степеней. После окончания войны и провозглашения Веймарской республики продолжил службу в фрайкоре. 
В ноябре 1938 года в чине подполковника переведен в штаб 50-пехотного полка 11-й пехотной дивизии. Через год уже в звании полковника назначен командиром 23-го пехотного полка в той же дивизии. С июня 1941 года в составе 18-й армии группы армий «Север». 1 декабря 1941 года за свое участие в ожесточенных боях под Волховом награждён Немецким крестом I степени в золоте. 20 апреля 1942 года Иоганн-Георг-Рихерт произведен в генерал-майоры.
15 июня 1942 года Рихерт назначен командующим 256-й охранной дивизией вместо Курта Миллера, находясь в должности 1 марта 1943 года повышен в звании до генерал-лейтенанта. В тот же период дивизия под командованием Рихерта принимала активное участие в антипартизанских акциях на севере Беларуси, в частности неоднократно была задействована против партизанских отрядов действовавших в районе Орши в ходе операций солдатами его дивизии были совершены многочисленные военные преступления против мирного населения, которым Рихерт не препятствовал, а в отдельных случаях даже поощрял инициативность своих подчиненных. 1 ноября 1943 года заменен генерал-лейтенантом Гансом Ошманом, и назначен командиром 35-й пехотной дивизии вместо Густава Гира, которой и командовал до конца войны.
В марте 1944 года 35-я пехотная дивизия под командованием Рихерта совместно с частями СС и зондеркомандой 7А айнзацгруппы 9-й армии под командованием Йозефа Харпе активно способствовала и частично напрямую осуществила депортацию более чем 40 000 мирных жителей (преимущественно нетрудоспособных по малолетству старости или болезни) в концлагерь «Озаричи». В ходе операции «Багратион» летом 1944 года дивизия Рихерта участвовала в боях за Пинск, затем Бобруйск после чего была с серьезными потерями относительно успешно отведена в Восточную Пруссию, где Рихерт в декабре 1944 года был награждён Рыцарским крестом Железного креста с дубовыми листьями. Позже дивизия Рихерта приняла участие в Восточно-Прусской операции, в последние дни которой попала в окружение в районе Гданьска и вместе с командиром сдалась советским войскам 8 мая 1945 года. 
Вскоре после пленения Иоганн-Георг Рихерт был привлечен к ответственности за свою деятельность по созданию концлагеря «Озаричи» став наряду с генерал-майором Готфридом фон Эрмандсдорфом и бригадефюрером СС Эбергардом Херфом одним  из трех главных обвиняемых на Минском процессе над военными преступниками. Активно сотрудничал со следствием, в ходе суда признал вину однако постоянно делал упор на то, что просто выполнял приказы вышестоящего командования. В последнем слове осудил национал-социализм и просил суд о снисхождении тем не менее 29 января 1946 года был признан виновным по всем предъявленным пунктам обвинения и вместе с ещё 13-ю подсудимыми приговорен к смертной казни через повешение. Приговор был приведен в исполнение на Минском ипподроме 30 января 1946 года в присутствии около 100 тысяч человек.